# Marek Kulas
Marek Kulas (ur. 6 lipca 1963 w Kościerzynie) – polski kolarz szosowy, zwycięzca Tour de Pologne (1986).

## Kariera sportowa
Był zawodnikiem klubu Flota Gdynia. Jego największym sukcesem w kolarstwie amatorskim było zwycięstwo w Tour de Pologne w 1986. Był wicemistrzem Polski w szosowym wyścigu drużynowym (1986) i brązowym medalista mistrzostw Polski w wyścigu parami (1985 z Romanem Rękosiewiczem). W 1986 startował w mistrzostwach świata, zajmując 9 m. w szosowym wyścigu drużynowym. W 1985 wystąpił w Wyścigu Pokoju, zajmując 24. miejsce. W 1988 roku zwyciężył w 16-etapowym wyścigu w Australii.
W 1989 został członkiem pierwszej polskiej grupy kolarskiej EXBUD Kielce. Następnie był zawodnikiem zespołów Diana-Colnago i La William. Trzykrotnie wystąpił w wyścigu szosowym ze startu wspólnego na mistrzostwach świata w kolarstwie zawodowców. W 1989 nie ukończył wyścigu, w 1990 zajął 32, a w 1991 49. miejsce. Jego największe sukcesy indywidualne w kolarstwie zawodowym to etapowe zwycięstwa w wyścigach Harald Sun Tour i Wyścig Dookoła Dolnej Austrii (oba w 1992) oraz drugie miejsce w wyścigu Paryż-Bourges w 1991. W 1990 startował w Vuelta a España, ale wycofał się w trakcie wyścigu.
Jego syn, również Marek, jest reprezentantem Polski młodzieżowców, w 2011 zdobył młodzieżowe mistrzostwo Polski w wyścigu szosowym ze startu wspólnego.